# Islam Bakir
Mohamed Islam Bakir (en arabe : محمد إسلام بكير), né le 13 juillet 1996 à Larbaâ (Blida), est un footballeur algérien évoluant au poste d'ailier droit à l’USM Khenchela.

## Biographie
De 2015 à 2019, il joue 96 matchs en première division algérienne, inscrivant sept buts.
Il atteint la finale de la Coupe d'Algérie en 2017 avec le club de l'ES Sétif. Il entre sur le terrain dans les toutes dernières secondes de la rencontre, lors de la finale perdue face au CR Belouizdad (1-0 après prolongation).

## Palmarès
- Champion d'Algérie en 2017 avec l'ES Sétif et en 2021 et 2022 avec le CR Belouizdad.
- Vainqueur de la Coupe de Tunisie en 2019 avec le CS Sfax.
- Finaliste de la Coupe d'Algérie en 2017 avec l'ES Sétif.
- Vainqueur de la Supercoupe d'Algérie en 2017 avec l'ES Sétif.
- Finaliste de la Supercoupe de Tunisie en 2018-2019 avec le CS Sfax.